# Keith Milow
Keith Milow (Londen, 1945) is een Engels beeldend kunstenaar. Milow is een abstract schilder, etser en beeldhouwer. Zijn werk kan gekarakteriseerd worden als (post-)minimalistisch, architecturaal en monumentaal.

## Leven en werk
Keith Milow werd geboren in 1945 in Londen, groeide op in Baldock, Hertfordshire, woonde van 1962-1980 in Londen, van 1980-2002 in New York, van 2002-2014 in Amsterdam en sinds 2014 weer in Londen.
Keith Milow werd opgeleid aan de Londense Camberwell School of Art (1962-1967) en het Royal College of Art (1967-1968). In 1970 ontving hij een Gregory Fellowship van de Universiteit van Leeds en in 1972 een Harkness Fellowship in de VS.
In de jaren 1970 behoorde hij met Richard Long, Mark Lancaster, Tim Head, Nicholas Pope, John Walker, Michael Craig-Martin, Barry Flanagan, Gilbert & George, David Tremlett, Art & Language en Derek Jarman tot de vertegenwoordigers van de Britse avant-gardekunst. Hij nam deel aan diverse grote groepstentoonstellingen van Britse avant-gardisten in onder andere Tate Britain ('Young Contemporaries', 1967), Hayward Gallery ('Six at the Hayward', 1969), Museum of Modern Art ('Works on Paper', 1971), Art Basel (Britse inzending, 1975), Palazzo Reale, Milaan ('Arte Inglese Oggi', 1976), Royal Academy of Arts ('British Painting 1952–1977', 1977), Solomon R. Guggenheim Museum ('British Art Now', 1980) , Tokyo Metropolitan Art Museum ('Aspects of British Art Today', 1982), Whitechapel Gallery ('Modern British Sculpture', 1986), Tate Liverpool ('Modern British Sculpture', 1988), Denver Art Museum ('Contemporary British Artists: Mirror up to Nature', 1998) en Henry Moore Institute ('United Enemies: Sculpture in 1960s and 1970s Britain', 2011–'12).
De eerste solotentoonstelling van Milow in Nederland, georganiseerd door Carel Blotkamp en Frans Haks, vond plaats in 1972 in de zogenaamde Utrechtse Kring in de Neudeflat in Utrecht. In 1977 had hij een solo-expositie bij Galerie Albert Baronian in Brussel.
De schilderijen, tekeningen en beelden van Milow worden vaak gekenmerkt door een monumentale opzet en een mathematische en minutieuse uitwerking. Al vanaf het begin van zijn carrière werd hij op een niet-religieuze manier gefascineerd door de vorm van het Latijnse kruis. Een belangrijke invloed op zijn werk zijn de abstracte schilderijen van de Nederlandse kunstenaar Piet Mondriaan. In navolging van Mondriaan, die ten tijde van zijn emigratie naar New York een serie "transatlantische schilderijen" produceerde, schilderde Milow voor en na zijn verhuizing van New York naar Amsterdam een aantal doeken, waarin werken van Mondriaan herkenbaar zijn.
Gedurende het laatste decennium van de twintigste eeuw werkte hij aan een serie schilderijen en sculpturen (zogenaamde 'tondi'), die een hommage vormen aan de grote kunstenaars uit de 20e eeuw. Vier manshoge tondi met honderden namen van beeldend kunstenaars, componisten en schrijvers bevinden zich in de lobby van de wolkenkrabber One Canada Square in Londen.
Keith Milow ontving prijzen en beurzen van onder andere de Calouste Gulbenkian Foundation (1976), de Arts Council of Great Britain (1979), de Edward Albee Foundation (1983) en de Pollock-Krasner Foundation (2017). Hij werd genomineerd voor onder andere de Charles Wollaston Award (2015) van de Royal Academy Summer Exhibition en de Daiwa Foundation Art Prize (2017).

## Musea
Werken van Keith Milow bevinden zich in een groot aantal museale collecties, onder andere Tate Gallery (Londen), Henry Moore Foundation (Yorkshire), Scottish National Gallery of Modern Art (Edinburgh), Irish Museum of Modern Art (Dublin), Museum voor Schone Kunsten (Boedapest), Museum of Modern Art (New York), Guggenheim Museum (New York), Walker Art Center (Minneapolis), Dallas Museum of Art, Art Gallery of Ontario (Toronto) en National Gallery of Australia (Canberra). In Nederland bevindt zich werk van Milow in de collectie van het Rijksmuseum Twenthe; in België in de collectie Bank Lambert, thans ING Art Center (Brussel).

## Fotogalerij

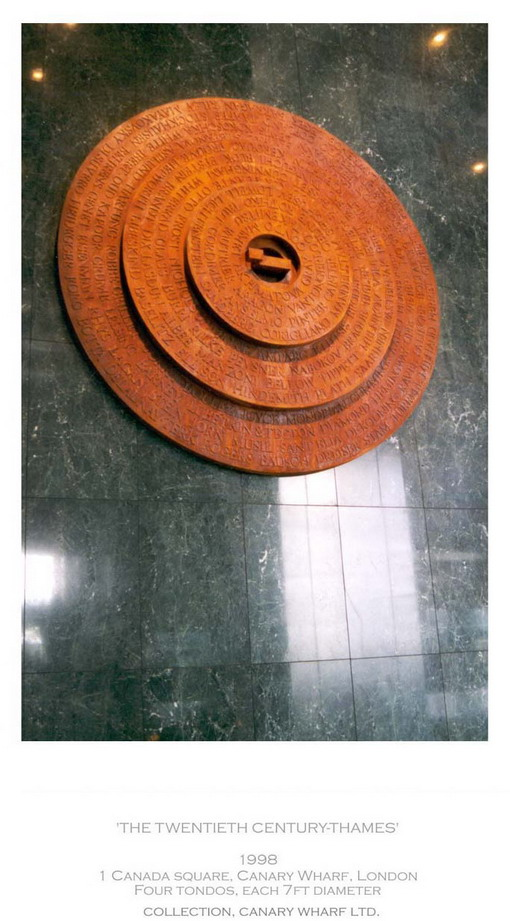
20th Century-Thames, 1998
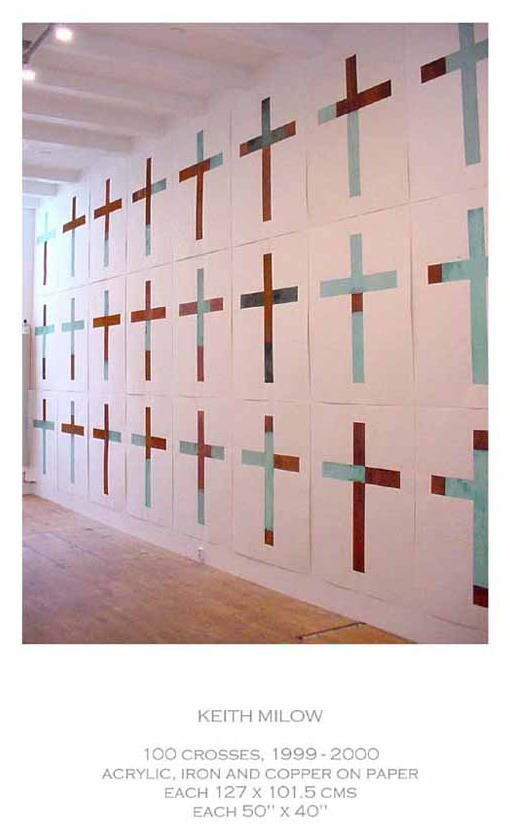
Cross Drawings, 1999-2000
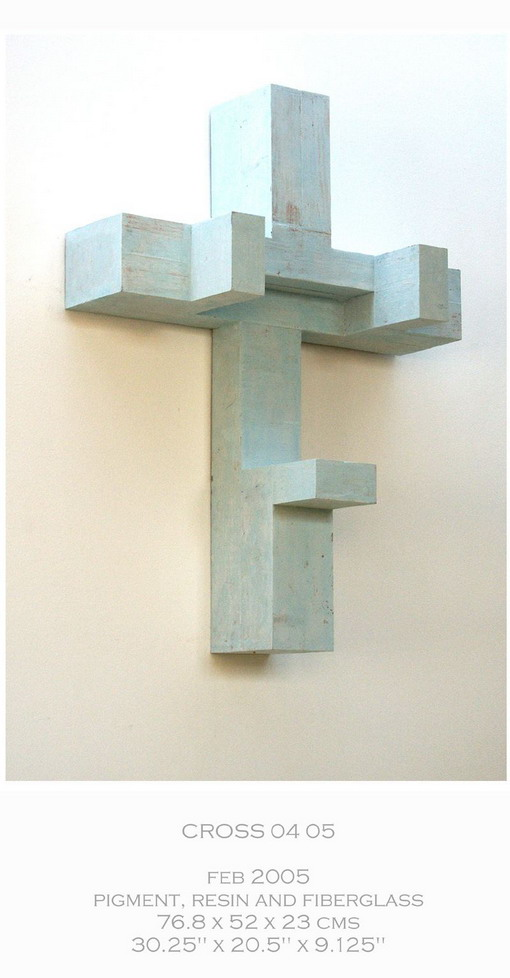
Cross Sculpture, 2005
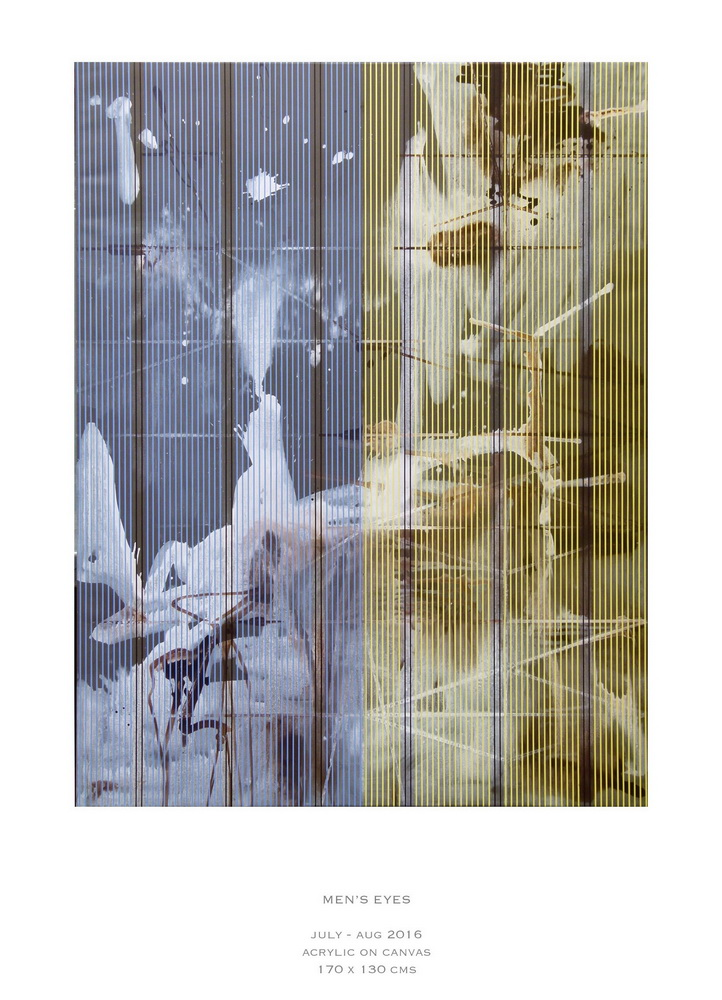
Men's Eyes, 2016